# Кристина Рокати
Кристина Рокати (Ровиго, 24. октобар 1732 — Ровиго, 16. март 1797) је била италијанска физичарка и песникиња која је дипломирала на Универзитету у Болоњи (1751). Ово је била трећа академска титула коју је италијански универзитет икада доделио жени.

## Биографија
Рокати је рођена у породици Ђована Батисте и Антоније Кампо, који су припадали добростојећој породици у Ровигу у Италији.
Рокати је студирала класичне језике код Петера Бертаље Аркуа, ректора Богословије у Ровигу, а са 15 година добила је признања Академије Конкордије за своје песме. Године 1747. родитељи су јој дали дозволу да студира природну филозофију на Универзитету у Болоњи под старатељством Бертаље. Тамо је примљена на универзитет исте године као прва студенткиња која није из Болоње. Студирала је књижевност, логику, метафизику, морал, метеорологију и астрономију, али је велики део свог труда концентрисала на физику и природне науке.
За своје песме и сонете била је одликована у Болоњи, као што је била и у Ровигу. Постала је члан Академије Конкордије (1749), Академије Апатиста у Фиренци (1750) и Академије Аркадија (1753), као и Академије Арденти у Болоњи и Риковерати у Падови.
Дана 5. маја 1751. године, у време када су жене често биле ускраћене за високо образовање, Рокати, која је сматрана чудом, добила је диплому из филозофије и, према Вертхејму, постала „тек трећа жена која је икада стекла академске квалификације." Наставила је да студира на Универзитету у Падови са фокусом на Њутнову физику, грчки и хебрејски језик, док је наставила да негује своја књижевна интересовања и пише нове стихове. Почевши од 1751. године, била је активна као наставница физике на Академији Конкордије (и тамо је предавала барем до 1777). Међутим, 1752. године њена породица је пала у финансијску кризу због чега је прекинула студије у Падови и вратила се кући у Ровиго где је предавала физику.
У Академији Конкордије у Ровигу, Рокати је држала вечерње курсеве Њутнове физике. Од њених планова часова за та предавања, пронађено је само 51. Године 1754. изабрана је за председника Академије Конкордије у Ровигу.